# Îlet Long
Îlet Long är en ö i Martinique.  Den ligger i den östra delen av Martinique, 23 km öster om huvudstaden Fort-de-France. Arean är 0,24 kvadratkilometer.